# Kurt Gildisch
Kurt Werner Rudolf Gildisch, född 2 mars 1904 i Gutsbezirk Potrempschen, Landkreis Insterburg, Ostpreussen, död 3 mars 1956 i Västberlin, var en tysk SS-officer och befälhavare för Führerbegleitkommando, Adolf Hitlers personliga livvaktsstyrka, från 1933 till 1934. Under de långa knivarnas natt låg han bakom morden på SA-generalen Karl Ernst och Erich Klausener, ledare för Katolsk Aktion i Berlin.

## Biografi
Kurt Gildisch var son till läraren Paul Gildisch och dennes hustru Marie (född Riel). Han utbildade sig till lärare och genomgick Lehrerprüfung (lärarprov). Han kunde dock inte finna något arbete inom detta gebit, utan sökte istället arbete inom den preussiska poliskåren. I början av 1925 inledde han studier vid polisskolan i Sensburg. I september samma år lämnade han skolan och kommenderades till Berlin. År 1931 blev han dock avskedad på grund av sitt omfattande alkoholmissbruk och sina förbindelser med Nationalsocialistiska tyska arbetarepartiet (NSDAP).
Gildisch var en av Adolf Hitlers gamla förtrogna och blev som en av åtta man utvald till Hitlers personliga livvaktsstyrka, Führerbegleitkommando. I april 1933 utnämndes Gildisch till styrkans chef. Trots att Gildisch och kommandots män var underordnade Reichsführer-SS Heinrich Himmler tog de order direkt från Hitler. På grund av återkommande alkoholproblen blev Gildisch avskedad från chefsposten i juni 1934.

### De långa knivarnas natt
Hitler hade bestämt sig för att rensa ut bland SA:s ledarskikt som han själv ansåg förberedde en revolution. Den 30 juni 1934 igångsatte Hitler med hjälp av SS utrensningen som har fått benämningen de långa knivarnas natt. Gildisch deltog bland annat i morden på Karl Ernst, SA-chef i Berlin, och Erich Klausener, ledare för Katolsk Aktion samt ministerialdirektor vid Rikstransportministeriet.

## Befordringshistorik
- SS-Scharführer: 1 juli 1931
- SS-Truppführer: 1 oktober 1931 (Efter de långa knivarnas natt 1934 fick tjänstegraden benämningen SS-Oberscharführer.)
- SS-Sturmführer: 1 juli 1933 (Efter de långa knivarnas natt 1934 fick tjänstegraden benämningen SS-Untersturmführer.)
- SS-Obersturmführer: 1 september 1933
- SS-Hauptsturmführer: 9 november 1933
- SS-Sturmbannführer: 4 juli 1934
- Degraderad till SS-Mann och utesluten ur SS: 3 juni 1936
- Inträde i Waffen-SS: 1939
- Oberscharführer i Waffen-SS: 1941
- Untersturmführer i Waffen-SS: 20 april 1941